# Procambarus acutissimus
Procambarus acutissimus är en kräftdjursart som först beskrevs av Girard 1852.  Procambarus acutissimus ingår i släktet Procambarus och familjen Cambaridae. IUCN kategoriserar arten globalt som livskraftig. Inga underarter finns listade i Catalogue of Life.